# 포스포모노에스터
포스포모노에스터(영어: phosphomonoester) 또는 인산모노에스터는 한 개의 에스터 결합과 인산기를 포함하고 있는 화합물이다.
생물학에서 포스포모노에스터는 세포막의 인지질의 합성, 특히 뉴런에서 발견되는 인지질의 합성을 위한 빌딩 블록으로 필요하다. 이러한 결합을 절단하는 효소는 포스포모노에스터레이스 또는 인산가수분해효소로 알려져 있다.

## 같이 보기
- 인산
- 인지질